# Lincoln DeWitt
Pour les articles homonymes, voir DeWitt.
Lincoln DeWitt, né le 24 avril 1967 à Syracuse (New York), est un ancien skeletoneur américain.
Il fut troisième aux championnats du monde de la discipline en 2001, année où il remporta la coupe du monde. Il arrêta sa carrière en 2004 commencée en 1997.

## Palmarès

### Championnats du monde
- Médaille de bronze : en 2001.

### Coupe du monde
- 1 globe de cristal en individuel : vainqueur en 2001.
- 4 podiums individuels : 1 victoire, 2 deuxièmes places et 1 troisième place.

#### Détails des victoires en Coupe du monde
| Édition   | Piste     | Total |
| 2000-2001 | Park City | 1     |